# Милан Миланович
Милан Миланович (серб. Milan Milanović, нар. 31 березня 1991, Косовська Мітровіца) — сербський футболіст, захисник.

## Клубна кар'єра
Народився 31 березня 1991 року в місті Косовська Мітровіца. Вихованець футбольної школи клубу «Ібар» з Косова, грав у його дитячих і молодіжних складах. У віці 15 років відправився в белградський «Земун», де під керівництвом тренера Драгана Шипки домігся значного прогресу, вперше зігравши в юнацькій збірній. Пізніше тренувався в «Црвені Звезді», своєму улюбленому клубі: на тренуваннях проявив непогані навички гри в баскетбол.
У 2008 році Милан приїхав у Росію, де почав виступати за другий склад московського «Локомотива». Отримав у клубі номер 6, під яким раніше грав його співвітчизник Бранислав Іванович. Сам тренер команди Рашид Рахімов порівнював юного Милана з тим же Івановичем. У 2009 році був визнаний кращим молодим гравцем команди за версією вболівальників. Незважаючи на старання і свої успіхи в молодіжній першості, зіграти в чемпіонаті Росії Милану так і не вдалося, і в 2011 році клуб відпустив серба з команди.
Миланович незабаром перейшов в «Палермо», отримавши ігровий номер 15. Офіційний перехід відбувся в липні 2011 року. У серпні 2011 року Мілана віддали в оренду в «Сієну», яка виплатила «Локомотиву» компенсацію за гравця у розмірі 270 тисяч євро. Це відбулося тому, що «Палермо» не хотіло використовувати свою власну реєстраційну квоту для футболіста не з країни ЄС, тому по документах Серії А «Сієна» підписала серба напряму з Москви як вільного агента. 
Його «оренда» закінчилася в січні 2012 року, і Миланович повернувся в «Палермо», так і не зігравши за «Сієну» жодного офіційного матчу. Знову ж таки за документацією «Палермо» підписало Милановича з «Сієни», а не відбулося повернення оренди. В «Палермо» Миланович дебютував 24 березня 2012 року в матчі Серії А проти «Удінезе», проте закріпитись у першій команді не зумів і в січні 2013 року перейшов у «Віченцу» на правах оренди.
Після повернення в «Палермо» влітку 2013 року став частіше грати за основну команду зі столиці Сицилії, оскільки вона вилетіла в Серію Б. За сезон Милан зіграв у 18 матчах і забив 1 гол та допоміг команді зайняти перше місце, проте у сезоні 2014/15 не зіграв жодної гри у Серії А, після чого став гравцем клубу  «Асколі» з Серії Б. Протягом наступного сезону відіграв за команду з Асколі-Пічено 34 матчі в національному чемпіонаті і забив 1 гол, після чого влітку 2016 року у гравця завершився контракт з «Палермо» і він на правах вільного агента покинув клуб.

## Виступи за збірні
2008 року дебютував у складі юнацької збірної Сербії, у складі якої був учасником юнацького (U-17) чемпіонату Європи 2008 року та чемпіонату (U-19) 2009 року, де завоював бронзові нагороди. Загалом взяв участь у 25 іграх на юнацькому рівні, відзначившись 3 забитими голами.
Протягом 2009—2011 років залучався до складу молодіжної збірної Сербії. На молодіжному рівні зіграв у 13 офіційних матчах, забив 2 голи.

## Статистика виступів

### Статистика клубних виступів
| Сезон               | Команда             | Чемпіонат           | Чемпіонат | Чемпіонат | Національний кубок | Національний кубок | Національний кубок | Континентальні кубки | Континентальні кубки | Континентальні кубки | Інші змагання | Інші змагання | Інші змагання | Усього | Усього |
| Сезон               | Команда             | Ліга                | Ігор      | Голів     | Ліга               | Ігор               | Голів              | Ліга                 | Ігор                 | Голів                | Ліга          | Ігор          | Голів         | Ігор   | Голів  |
| ------------------- | ------------------- | ------------------- | --------- | --------- | ------------------ | ------------------ | ------------------ | -------------------- | -------------------- | -------------------- | ------------- | ------------- | ------------- | ------ | ------ |
| 2011–12             | «Сієна»             | A                   | 0         | 0         | КІ                 | 0                  | 0                  | -                    | -                    | -                    | -             | -             | -             | 0      | 0      |
| 2011–12             | «Палермо»           | A                   | 5         | 0         | КІ                 | -                  | -                  | ЛЄ                   | -                    | -                    | -             | -             | -             | 5      | 0      |
| 2012–13             | «Палермо»           | A                   | 0         | 0         | КІ                 | 2                  | 0                  | -                    | -                    | -                    | -             | -             | -             | 2      | 0      |
| 2012–13             | «Віченца»           | B                   | 13        | 0         | КІ                 | -                  | -                  | -                    | -                    | -                    | -             | -             | -             | 13     | 0      |
| 2013–14             | «Палермо»           | B                   | 18        | 1         | КІ                 | 0                  | 0                  | -                    | -                    | -                    | -             | -             | -             | 18     | 1      |
| 2014–15             | «Палермо»           | A                   | 0         | 0         | КІ                 | 1                  | 0                  | -                    | -                    | -                    | -             | -             | -             | 1      | 0      |
| Усього за «Палермо» | Усього за «Палермо» | Усього за «Палермо» | 23        | 1         |                    | 3                  | 0                  |                      | 0                    | 0                    |               | -             | -             | 26     | 1      |
| 2015–16             | «Асколі»            | B                   | 28        | 1         | КІ                 | 0                  | 0                  | -                    | -                    | -                    | -             | -             | -             | 28     | 1      |
| Усього за кар'єру   | Усього за кар'єру   | Усього за кар'єру   | 129       | 12        |                    | 3                  | 0                  |                      | 0                    | 0                    |               | -             | -             | 132    | 12     |